# 宽鳍鲨
宽鳍鲨（学名：Lamiopsis temminckii）为真鲨科宽鳍鲨属的鱼类。